# 發條鐘
《發條鐘》（英語：Clockwork）是英國作家菲力普·普曼所著的兒童小說，於1996年在英國出版，1998年在美國出版。曾入圍科斯塔圖書獎和1997年的卡內基獎章。
該作隱含了對當代西方文化的批判，其內容參照了《浮士德》和《科學怪人》等作品。
普曼表示寫這本書的靈感來自於他在倫敦科學博物館見到的舊鐘。

## 改編作品
在2004年，被改編為歌劇，於英國各地巡迴演出。